# الجردوف (تبن)

تعديل مصدري - تعديل

الجردوف هي إحدى قرى عزلة الحوطة بمديرية تبن التابعة لمحافظة لحج، بلغ تعداد سكانها 242 نسمة حسب تعداد اليمن لعام 2004.